# Roy Rickey
Roy Allison Rickey, född 15 november 1893 i Ottawa, död 6 september 1959, var en kanadensisk professionell ishockeyspelare.

## Karriär
Roy Rickey spelade som back för Seattle Metropolitans i Pacific Coast Hockey Association åren 1915–1923 samt för Edmonton Eskimos i Western Canada Hockey League säsongen 1924–25.
Säsongen 1916–17 var Rickey med och vann Stanley Cup med Seattle Metropolitans sedan laget besegrat Montreal Canadiens från NHA i finalserien med 3–1 i matcher. Rickey spelade ytterligare två Stanley Cup-finaler med Metropolitans 1919 och 1920. 1919 mot Montreal Canadiens avbröts finalserien vid ställningen 2–2 i matcher och ingen vinnare utsågs sedan flertalet spelare insjuknat under den då rådande influensapandemin. Rickey själv fick läggas in på sjukhus med hög feber. 1920 förlorade Metropolitans i Stanley Cup-finalen mot Ottawa Senators med 3–2 i matcher.